# Mount Barré
Mount Barré är ett berg i Antarktis. Det ligger i Västantarktis. Argentina, Chile och Storbritannien gör anspråk på området. Toppen på Mount Barré är 2 195 meter över havet. Barré ingår i Princess Royal Range.
Terrängen runt Mount Barré är bergig söderut, men norrut är den kuperad. Trakten är glest befolkad. Närmaste befolkade plats är Rothera Research Station, 17,8 kilometer öster om Mount Barré. 